# Pitfall!
Pitfall! – komputerowa gra platformowa stworzona i wydana w 1982 roku przez firmę Activision na konsolę Atari 2600. Główny bohater przemierza dżunglę w poszukiwaniu 32 skarbów, które musi zebrać w ciągu dwudziestominutowego okresu. Po drodze napotyka na wiele przeszkód w postaci grzechotników, skorpionów, krokodyli a także ruchomych piasków i przepaści. Większość zagrożeń pokonuje za pomocą skoków lub używając liany (np. nad przepaścią). Gra odniosła duży sukces komercyjny – łącznie sprzedano ponad 4 mln egzemplarzy na konsolę Atari 2600.
Pozycja doczekała się konwersji na komputery domowe takie jak: Atari XL/XE, MSX, Commodore 64, TRS-80, konsole – ColecoVision i Intellivision, a także wielu kontynuacji.

## Odbiór gry
Gra została pozytywnie oceniona przez recenzentów. Magazyn „Arcade Express” opisał produkcję w sierpniu 1982 roku i przyznał jej ocenę 8/10, stwierdzając że jest jedną z najlepszych gier platformowych wydanych na konsolę Atari. Serwis IGN umieścił Pitfalla na drugim miejscu listy „Top 10 Best-Selling Atari 2600 Games”.
Pitfall cieszył się dużą popularnością, przez 64 tygodnie był na pierwszym miejscu listy najlepiej sprzedających się gier według magazynu „Billboard”.